# Villeneuve-de-Berg
Pour les articles homonymes, voir Villeneuve et Berg.
Villeneuve-de-Berg [vilnœv də bɛʁ] est une ville française, située dans le département de l'Ardèche en région Auvergne-Rhône-Alpes, à environ 15 kilomètres à l’est d’Aubenas et 25 kilomètres à l’ouest de Montélimar. Elle compte quelque 3 000 habitants appelés les Villeneuvois.

## Géographie

### Situation et description
Villeneuve-de-Berg est située à 325 m d'altitude, sur une éminence calcaire dominant la route reliant la vallée du Rhône (Viviers et Le Teil) au Puy-en-Velay via Aubenas.
Villeneuve-de-Berg est entourée au nord et à l'ouest par la vallée de la Claduègne qui coule depuis le plateau du Coiron basaltique qui domine au nord, à l'est par la montagne de Berg calcaire, et au sud par la vallée de l'Ibie qui naît sur son territoire.

### Communes limitrophes
Villeneuve-de-Berg est limitrophe de sept communes, toutes situées dans le département de l'Ardèche et réparties géographiquement de la manière suivante :

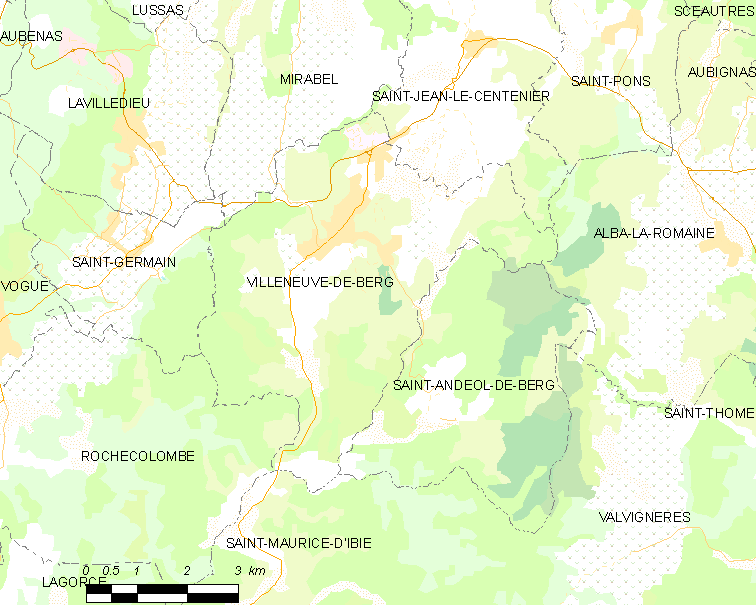
Carte de la commune et des communes limitrophes.

|               | Mirabel              | Saint-Jean-le-Centenier |
| Saint-Germain | Villeneuve-de-Berg   | Alba-la-Romaine         |
| Rochecolombe  | Saint-Maurice-d'Ibie | Saint-Andéol-de-Berg    |

### Géologie et relief
La commune se situe dans la partie méridionale du plateau du Coiron, lequel forme un plateau basaltique s'étendant au Sud du Moyen-Vivarais.

### Climat
Pour des articles plus généraux, voir Climat d'Auvergne-Rhône-Alpes et Climat de l'Ardèche.
En 2010, le climat de la commune est de type climat méditerranéen altéré, selon une étude du CNRS s'appuyant sur une série de données couvrant la période 1971-2000. En 2020, Météo-France publie une typologie des climats de la France métropolitaine dans laquelle la commune est dans une zone de transition entre le climat de montagne et le climat méditerranéen et est dans la région climatique  Provence, Languedoc-Roussillon, caractérisée par une pluviométrie faible en été, un très bon ensoleillement (2 600 h/an), un été chaud (21,5 °C), un air très sec en été, sec en toutes saisons, des vents forts (fréquence de 40 à 50 % de vents > 5 m/s) et peu de brouillards. 
Pour la période 1971-2000, la température annuelle moyenne est de 12,1 °C, avec une amplitude thermique annuelle de 17,6 °C. Le cumul annuel moyen de précipitations est de 1 020 mm, avec 6,7 jours de précipitations en janvier et 4,4 jours en juillet. Pour la période 1991-2020, la température moyenne annuelle observée sur la station météorologique de Météo-France la plus proche, « Mirabel Sa », sur la commune de Mirabel à 6 km à vol d'oiseau, est de 13,4 °C et le cumul annuel moyen de précipitations est de 998,1 mm,. Pour l'avenir, les paramètres climatiques de la commune estimés pour 2050 selon différents scénarios d'émission de gaz à effet de serre sont consultables sur un site dédié publié par Météo-France en novembre 2022.

### Hydrographie
Le territoire communal est traversé par l'Ibie, rivière qui prend sa source dans la commune voisine de Saint-Jean-le-Centenier et parcourt 32,9 km avant de rejoindre l'Ardèche à Vallon-Pont-d'Arc.

### Voies de communication
Le territoire communal est traversé par la route nationale 102 (RN 102) qui relie l'autoroute A75 à la RN 7 et l'A7, à Montélimar et de l'ancien route nationale 107 devenue RD 107 et qui relie  Florac à Nîmes.

## Urbanisme

### Typologie
Au 1er janvier 2024, Villeneuve-de-Berg est catégorisée bourg rural, selon la nouvelle grille communale de densité à 7 niveaux définie par l'Insee en 2022.
Elle appartient à l'unité urbaine de Villeneuve-de-Berg, une unité urbaine monocommunale constituant une ville isolée,. Par ailleurs la commune fait partie de l'aire d'attraction d'Aubenas, dont elle est une commune de la couronne,. Cette aire, qui regroupe 68 communes, est catégorisée dans les aires de 50 000 à moins de 200 000 habitants,.

### Occupation des sols
L'occupation des sols de la commune, telle qu'elle ressort de la base de données européenne d’occupation biophysique des sols Corine Land Cover (CLC), est marquée par l'importance des forêts et milieux semi-naturels (65,9 % en 2018), en diminution par rapport à 1990 (68,6 %). La répartition détaillée en 2018 est la suivante : 
milieux à végétation arbustive et/ou herbacée (33,1 %), forêts (32,8 %), zones agricoles hétérogènes (19,6 %), zones urbanisées (9,3 %), cultures permanentes (4,1 %), espaces verts artificialisés, non agricoles (1,1 %).
L'évolution de l’occupation des sols de la commune et de ses infrastructures peut être observée sur les différentes représentations cartographiques du territoire : la carte de Cassini (XVIIIe siècle), la carte d'état-major (1820-1866) et les cartes ou photos aériennes de l'IGN pour la période actuelle (1950 à aujourd'hui).

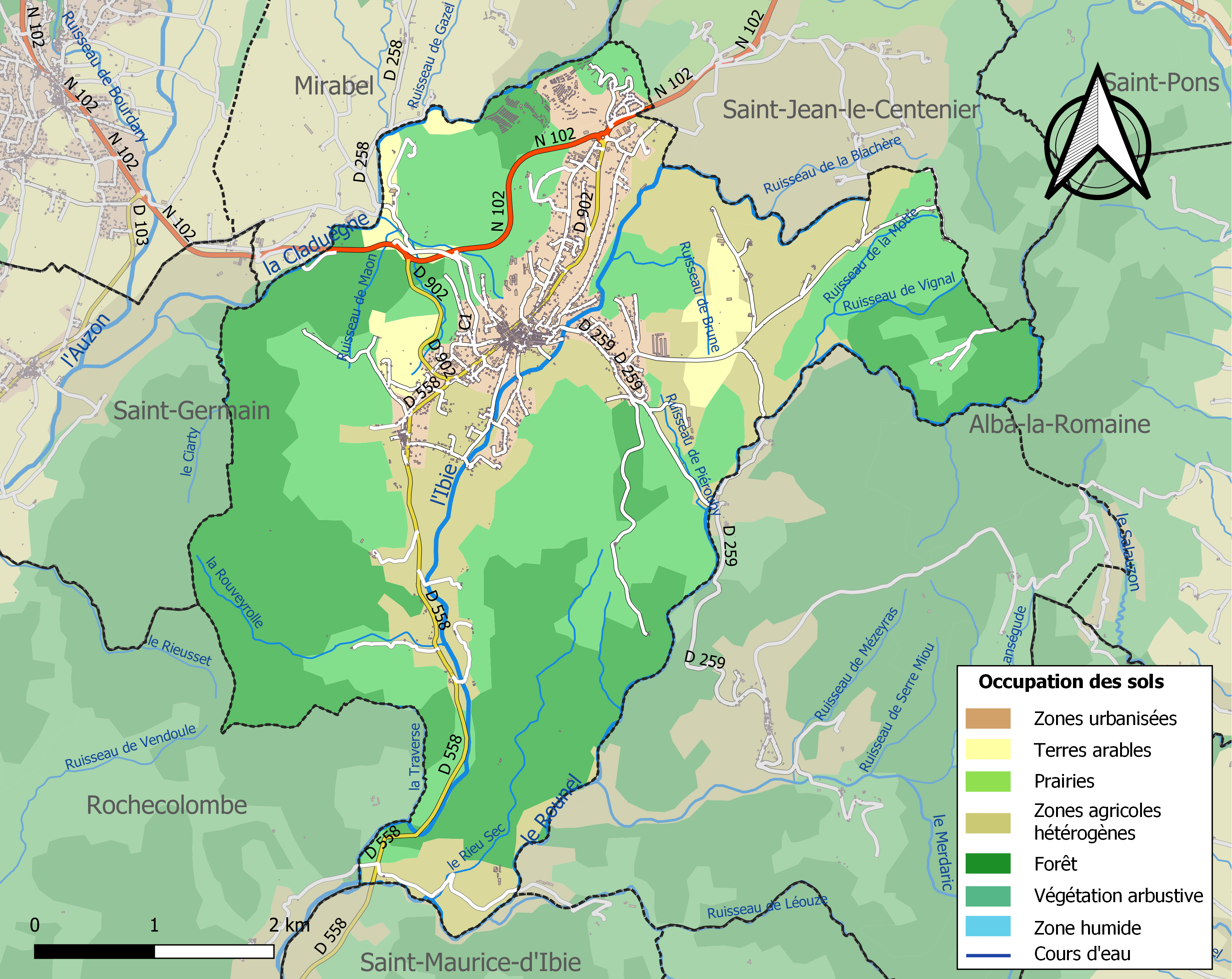
Carte des infrastructures et de l'occupation des sols de la commune en 2018 (CLC).

## Histoire

### La fondation de la bastide royale de Villeneuve-de-Berg
La fondation de la bastide royale de Villeneuve-de-Berg résulte d’un accord de paréage, conclu en 1284 entre le roi Philippe III le Hardi  et Foulques, abbé du monastère cistercien de Mazan, dans la montagne vivaroise. C’est l’une des quatre bastides de la sénéchaussée de Beaucaire avec :
- Villeneuve-lès-Avignon, sur un village fortifié du monastère de Saint-André (1226) ;
- Aigues-Mortes (1240) ;
- Boucieu-le-Roi, dans le Haut-Vivarais (1292).

Sur ces quatre fondations, seule Villeneuve-de-Berg a pour origine un accord de paréage entre le roi et une abbaye cistercienne. On sait que le Languedoc oriental, ou méditerranéen, est passé dès l'époque du traité de Meaux-Paris (1229) sous la domination capétienne. Il était divisé en deux sénéchaussées, Carcassonne et Beaucaire.
Le pays de Berg est formé du bassin de la rivière Ibie et de ses affluents. Son confluent avec l’Ardèche se trouve en amont du pont d'Arc. Son peuplement est très ancien mais sa densité est restée très faible jusqu'au milieu du Moyen Âge. Il commença à se développer à partir du XIIe siècle. On connaît seulement trois lieux de peuplement antérieurs ou contemporains à cette période : Saint-Maurice-d'Ibie et Tournon-lès-Villeneuve, dit « le petit Tournon ». Saint-Andéol-de-Berg doit probablement son origine, vers l’époque où les cisterciens occupaient la région, à un donjon et à sa chapelle castrale, dépendances des seigneurs d'Alba.
Les abbayes cisterciennes possédaient généralement des exploitations éloignées de leur monastère et connues sous le nom de « granges ». La grange dite « de Berg » est mentionnée pour la première fois dans une bulle du pape Honorius III datée du 22 décembre 1216 et intitulée Religiosam vitam eligentibus, dite en français « privilège d’Honorius » (cartulaire de Mazan, no 9, folio 185-189 et Gallia christ.XVI, inst. p. 240). Compte tenu de sa position sur l’itinéraire de Mazan à Viviers et de l’étendue de son domaine, il est permis de penser que son implantation remonte à 1210, par transaction entre Raymond de Vogüè et l'abbè de Mazan.

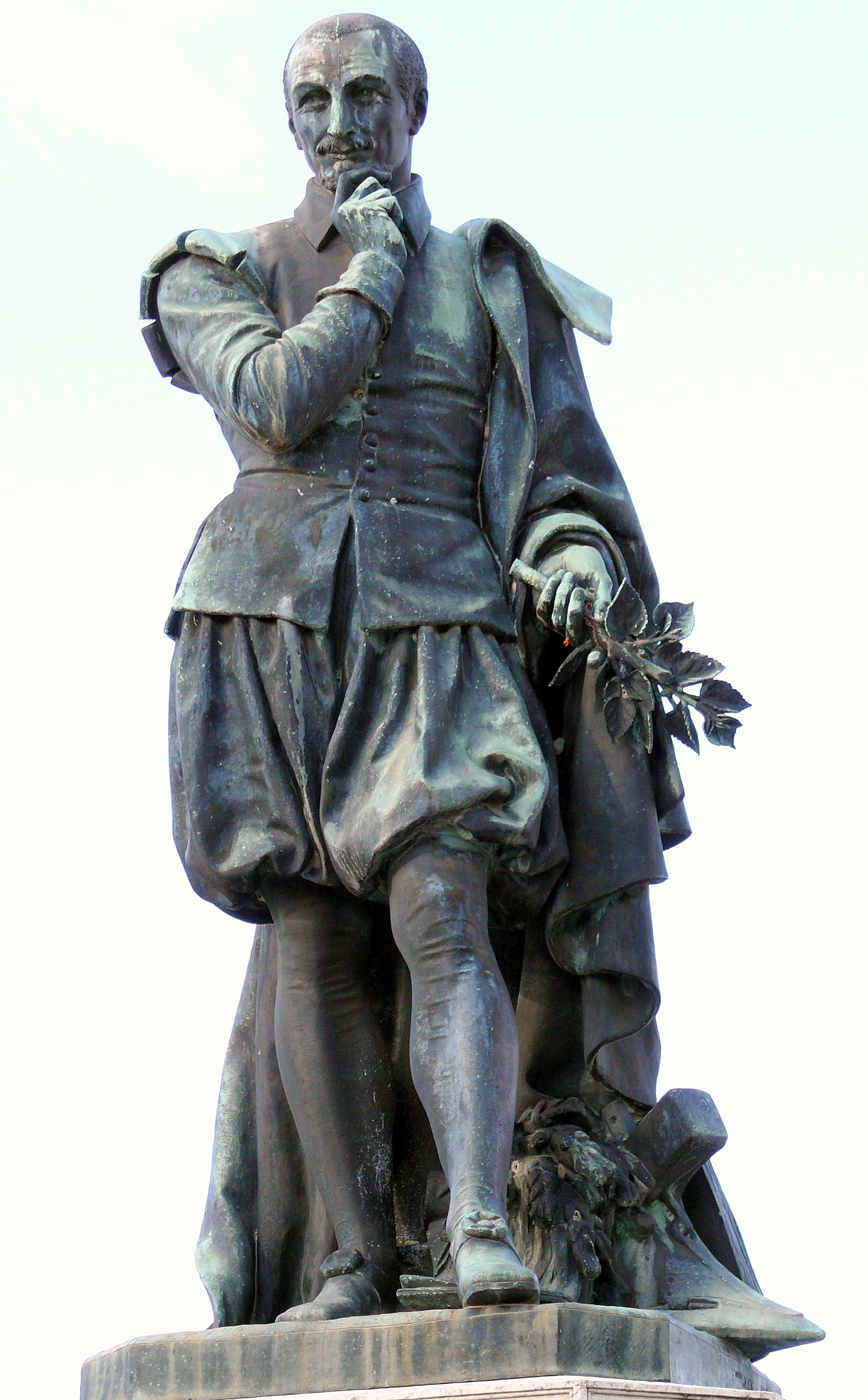
Olivier de Serres, natif de Villeneuve, statue par Pierre Hébert.

En 1280, les habitants de Saint-Andéol-de-Berg pillèrent la grange cistercienne de Berg et tuèrent l'un de ses moines.
Pour Marius Ribon, « ce drame accéléra la fondation de la Bastide de Villeneuve-de-Berg, en 1284 ».
Pour Jean Moulin, « il faut chercher la cause de cette fondation dans l'évolution interne des cisterciens et dans la politique expansionniste des Capétiens, à la suite de leur mainmise sur le Languedoc oriental », mais « il reste vrai cependant que l'événement de 1280 contribua largement à précipiter le processus déjà engagé ».
Villeneuve-de-Berg naquit par conséquent de la convergence des intérêts d'un pouvoir royal soucieux de faire pénétrer l'influence capétienne dans les principautés du Midi, et d'une communauté de moines déterminés à sauvegarder leurs ressources, fût-ce au prix d'un partage de souveraineté. C’est ainsi que le 12 et le 25 novembre 1284, l’abbé cistercien de Mazan et le Sénéchal de Beaucaire, représentant du roi, signèrent devant notaire une charte de paréage, concrétisant la fondation en pays de Berg d’une Ville Neuve, en co-seigneurie .
Villeneuve-de-Berg était située au Moyen Âge sur un itinéraire reliant Viviers à la moyenne vallée de l’Ardèche (avec Aubenas) et au Massif central (Le Puy). Ce site permettait donc de contrôler le trafic entre la façade rhodanienne du Bas-Vivarais et son arrière-pays. En prenant pied sur cet itinéraire, les Capétiens, par l’entremise de leur sénéchal de Beaucaire, exerçaient une pression sur les évêques de Viviers pour les forcer à reconnaître leur suzeraineté.

### Les Temps modernes
Du début des persécutions contre les protestants sous François Ier jusqu'au siège de Privas (1629), Villeneuve-de-Berg eut à connaître des périodes difficiles, notamment en mars 1573 lors d'un massacre de catholiques, et en 1628-1629, lors du passage des troupes de Louis XIII. Ce sont les protestants qui sont majoritaires et gèrent la ville, du début des guerres de religion en 1561 à 1621.
Le château voisin de Mirabel servit de refuge aux protestants. Il contrôlait le passage vers Privas et vers la vallée du Rhône puis la Suisse.
En 1621, le maréchal de Montmorency fait le siège de Villeneuve-de-Berg et s'empare de la ville. Le temple est détruit, et après l'édit d'Alès, le culte protestant ne peut avoir lieu qu'au Pradel, fief des Serres. La communauté protestante, qui représentait environ un quart de la population, continue de prospérer. En 1685, peu avant la révocation de l'édit de Nantes, une troupe occupe tous les lieux protestants. En quelques jours, cette dragonnade tue 160 à 200 protestants.
Villeneuve n'a jamais joué un rôle majeur dans l’économie du Bas-Vivarais, rôle dévolu à Aubenas. Cependant la création d'un lieu de peuplement doté d'avantages fiscaux et la présence d'un tribunal (bailliage) royal, puis, au XVIIIe siècle, d'une sénéchaussée et d'une direction des eaux et forêts, contribua à créer une bourgeoisie et une noblesse qui prirent le relais des cisterciens dans la mise en valeur du pays de Berg.
Au XVIIIe siècle, l’administration royale entreprit de moderniser le réseau routier. Le tracé des itinéraires médiévaux fut largement remanié. La conséquence pour Villeneuve fut de bouleverser son schéma urbain. La voie principale, d'est en ouest, la Grand'rue, fut abandonnée au profit d'un axe nord-sud, qui fit disparaître ce qui restait de l’ancien fort.
Les agrandissements de l’église et la création des hôtels particuliers ont donné à la ville l’aspect qu'elle a conservé dans ses grandes lignes jusqu'à aujourd'hui.

### Révolution française
À la Révolution, Villeneuve-de-Berg tenta de garder un rôle administratif, et devient chef-lieu de district, mais ne le resta que du 4 mars au 23 août 1790.

### Époque contemporaine
Le 26 février 2011, plus de 10 000 personnes sont venues y manifester leur opposition à l'exploitation possible du gaz de schiste en Ardèche,.

## Politique et administration

### Tendances politiques et résultats

#### Récapitulatif de résultats électoraux récents
| Municipales 2014    |  | DVG  | 37,28 |  | DVG  | 33,85 |  | DVD  | 28,86 | Pas de 4e | Pas de 4e | Pas de 4e |             | DVG         | 37,45       |             | DVG         | 35,83       |             | DVD         | 26,71       |
| Européennes 2014    |  | FN   | 24,63 |  | UMP  | 17,32 |  | EELV | 17,20 |           | FG        | 12,56     | Tour unique | Tour unique | Tour unique | Tour unique | Tour unique | Tour unique | Tour unique | Tour unique | Tour unique |
| Régionales 2015     |  | UD   | 27,34 |  | FN   | 25,76 |  | UG   | 22,19 |           | VEG       | 9,99      |             | UG          | 40,51       |             | UD          | 34,28       |             | FN          | 25,21       |
| Présidentielle 2017 |  | LFI  | 29,34 |  | FN   | 23,29 |  | EM   | 18,02 |           | LR        | 13,08     |             | EM          | 58,46       |             | FN          | 41,54       | Pas de 3e   | Pas de 3e   | Pas de 3e   |
| Législatives 2017   |  | LREM | 23,58 |  | LFI  | 17,39 |  | SOC  | 17,09 |           | FN        | 15,23     |             | LREM        | 51,40       |             | LR          | 48,60       | Pas de 3e   | Pas de 3e   | Pas de 3e   |
| Européennes 2019    |  | RN   | 23,83 |  | LREM | 15,79 |  | EELV | 14,60 |           | LFI       | 9,14      | Tour unique | Tour unique | Tour unique | Tour unique | Tour unique | Tour unique | Tour unique | Tour unique | Tour unique |
| Municipales 2020    |  | DVG  | 26,98 |  | SE   | 25,25 |  | DVG  | 24,61 |           | EXG       | 15,40     |             | DVG         | 36,60       |             | SE          | 27,69       |             | DVG         | 25,88       |
| Présidentielle 2022 |  | RN   | 26,23 |  | LFI  | 23,07 |  | LREM | 19,15 |           | RES       | 6,45      |             | RN          | 51,17       |             | LREM        | 48,83       | Pas de 3e   | Pas de 3e   | Pas de 3e   |
| Législatives 2022   |  | NUP  | 28,03 |  | LR   | 20,78 |  | RN   | 18,59 |           | ENS       | 13,82     |             | LR          | 55,50       |             | NUP         | 44,50       | Pas de 3e   | Pas de 3e   | Pas de 3e   |

### Liste des maires
| Période                                  | Période                       | Identité           | Étiquette            | Qualité                                                                   |
| ---------------------------------------- | ----------------------------- | ------------------ | -------------------- | ------------------------------------------------------------------------- |
| Les données manquantes sont à compléter. |                               |                    |                      |                                                                           |
| 18 mai 1945                              | décembre 1954 (décès)         | Émile Froment      | CNIP                 | Négociant Conseiller général                                              |
| janvier 1955                             | mai 1962 (démission)          | Lazare Durif       | DVG                  | Dentiste                                                                  |
| 23 juin 1962                             | 24 mars 1989                  | Pierre Cornet      | UDR puis RI puis UDF | Conseiller de l'Union Française Conseiller général Député (1967-1981)     |
| 24 mars 1989                             | 27 juin 2003 (décès)          | Claude Dejean      | DVD                  | Directeur d'hôpital René Martin assure l'intérim de juin à septembre 2003 |
| septembre 2003                           | 4 avril 2014                  | Claude Pradal      | PCF                  | Professeur de collège public                                              |
| 4 avril 2014                             | 4 juillet 2020                | Christian Audigier | DVG                  | Retraité                                                                  |
| 4 juillet 2020                           | En cours (au 15 octobre 2020) | Sylvie Dubois      | DVG                  | Professeur Conseillère départementale                                     |

## Population et société

### Démographie
L'évolution du nombre d'habitants est connue à travers les recensements de la population effectués dans la commune depuis 1793. Pour les communes de moins de 10 000 habitants, une enquête de recensement portant sur toute la population est réalisée tous les cinq ans, les populations de référence des années intermédiaires étant quant à elles estimées par interpolation ou extrapolation. Pour la commune, le premier recensement exhaustif entrant dans le cadre du nouveau dispositif a été réalisé en 2005.

En 2022, la commune comptait 3 031 habitants, en évolution de +2,71 % par rapport à 2016 (Ardèche : +2,48 %, France hors Mayotte : +2,11 %).
| 1793  | 1800  | 1806  | 1821  | 1831  | 1836  | 1841  | 1846  | 1851  |
| ----- | ----- | ----- | ----- | ----- | ----- | ----- | ----- | ----- |
| 2 116 | 2 205 | 2 227 | 2 391 | 2 549 | 2 575 | 2 620 | 2 607 | 2 716 |

| 1856  | 1861  | 1866  | 1872  | 1876  | 1881  | 1886  | 1891  | 1896  |
| ----- | ----- | ----- | ----- | ----- | ----- | ----- | ----- | ----- |
| 2 731 | 2 547 | 2 500 | 2 402 | 2 322 | 2 105 | 2 048 | 2 047 | 2 055 |

| 1901  | 1906  | 1911  | 1921  | 1926  | 1931  | 1936  | 1946  | 1954  |
| ----- | ----- | ----- | ----- | ----- | ----- | ----- | ----- | ----- |
| 1 943 | 1 851 | 1 822 | 1 531 | 1 507 | 1 503 | 1 474 | 1 339 | 1 218 |

| 1962  | 1968  | 1975  | 1982  | 1990  | 1999  | 2005  | 2006  | 2010  |
| ----- | ----- | ----- | ----- | ----- | ----- | ----- | ----- | ----- |
| 1 283 | 1 501 | 1 624 | 1 992 | 2 290 | 2 429 | 2 765 | 2 789 | 2 825 |

| 2015  | 2020  | 2022  | - | - | - | - | - | - |
| ----- | ----- | ----- | - | - | - | - | - | - |
| 2 967 | 3 028 | 3 031 | - | - | - | - | - | - |

### Pyramide des âges
En 2021, le taux de personnes d'un âge inférieur à 30 ans s'élève à 28,0 %, soit en dessous de la moyenne départementale (29,7 %). À l'inverse, le taux de personnes d'âge supérieur à 60 ans est de 36,8 % la même année, alors qu'il est de 32,8 % au niveau départemental.
En 2021, la commune comptait 1 399 hommes pour 1 630 femmes, soit un taux de 53,81 % de femmes, légèrement supérieur au taux départemental (51,22 %).
Les pyramides des âges de la commune et du département s'établissent comme suit :
| Hommes | Classe d’âge | Femmes |
| ------ | ------------ | ------ |
| 2,2    | 90 ou +      | 4,9    |
| 10,7   | 75-89 ans    | 16,1   |
| 20,5   | 60-74 ans    | 18,8   |
| 23,3   | 45-59 ans    | 17,9   |
| 14,5   | 30-44 ans    | 14,9   |
| 13,3   | 15-29 ans    | 12,8   |
| 15,5   | 0-14 ans     | 14,6   |

| Hommes | Classe d’âge | Femmes |
| ------ | ------------ | ------ |
| 1      | 90 ou +      | 2,5    |
| 9      | 75-89 ans    | 11,4   |
| 20,8   | 60-74 ans    | 21,1   |
| 21,2   | 45-59 ans    | 20,3   |
| 16,9   | 30-44 ans    | 16,5   |
| 14,2   | 15-29 ans    | 12,6   |
| 17     | 0-14 ans     | 15,6   |

### Enseignement
La commune est rattachée à l'académie de Grenoble.

### Médias
La commune est située dans la zone de distribution de deux organes de la presse écrite :
- L'Hebdo de l'Ardèche

Il s'agit d'un journal hebdomadaire français basé à Valence et diffusé à Privas depuis 1999. Il couvre l'actualité de tout le département de l'Ardèche.
- Le Dauphiné libéré

Il s'agit d'un journal quotidien de la presse écrite française régionale distribué dans la plupart des départements de l'ancienne région Rhône-Alpes, notamment l'Ardèche. La commune est située dans la zone d'édition d'Aubenas - Privas Vallée du Rhône.

### Cultes
L'église (propriété de la commune) et la communauté catholique de Villeleuve-de-Berg sont rattachées à la paroisse catholique de « Sainte Marie de Berg et Coiron », elle même rattachée au diocèse de Viviers.

## Économie
L'économie de cette ville est principalement basée sur le tourisme et un ensemble de petits commerces.

## Culture locale et patrimoine

### Lieux et monuments
- Église Saint-Louis de Villeneuve-de-Berg.
- Chapelle Notre-Dame-de-Lourdes de Tournon.
- Chapelle Notre-Dame-du-Devoir de Villeneuve-de-Berg.
- Ancienne église Sainte-Marie de Tournon.

### Personnalités liées à la commune
- Olivier de Serres (1539-1619), père de l’agronomie ;
- Jean de Serres (1540-1598), pasteur calviniste, humaniste et historiographe français, frère du précédent ;
- Jacques Besson (1540-1576), mathématicien et ingénieur du roi, pasteur protestant à Villeneuve-de-Berg ;
- Antoine Court (1696-1760), pasteur protestant et historien ;
- Jean Veyren (1704-1788), dit Vivarais, maître serrurier et ferronnier d'art ;
- Augustin Barruel (1741-1820), écrivain et polémiste ;
- Louis-Alexandre de Launay (1753-1812), diplomate, écrivain ;
- François Lejeune (1770-1799), général de brigade, participe à la campagne d'Égypte ;
- Louis Balthazar Dubay (1775-1859), homme politique, député de l'Ardèche de 1821 à 1828.
- Edmond Largier (1873-1953), homme politique, député et conseiller général ;
- Pierre Cornet (1911-1996), homme politique, député-maire de Villeneuve-de-Berg ;

### Héraldique
| Blason de Villeneuve-de-Berg | Blason  | Parti : au 1er d'azur aux trois fleurs de lys d'or, au 2e d'azur à la crosse contournée d'or.                |
| Blason de Villeneuve-de-Berg | Détails | Conflit héraldique : le blasonnement mentionne trois fleurs de lys ; la représentation n’en montre que deux. |